# إيفرت نيلسون
إيفرت نيلسون (بالسويدية: Evert "Västervik" Nilsson)‏ هو منافس ألعاب قوى سويدي، ولد في 22 أكتوبر 1894 في Gamleby socken ‏ في السويد، وتوفي في 14 فبراير 1973 في Vikingstads socken ‏ في السويد.

## وصلات خارجية
- إيفرت نيلسون على موقع اللجنة الأولمبية الدولية (الإنجليزية)
- إيفرت نيلسون على موقع أوليمبيديا (الإنجليزية)
- إيفرت نيلسون على موقع اللجنة الأولمبية السويدية (السويدية)